# Cyrtophora
Cyrtophora is een geslacht van spinnen uit de  familie van de wielwebspinnen (Araneidae).

## Soorten
- Cyrtophora admiralia Strand, 1913
- Cyrtophora beccarii (Thorell, 1878)
- Cyrtophora bicauda (Saito, 1933)
- Cyrtophora bidenta Tikader, 1970
- Cyrtophora bimaculata Han, Zhang & Zhu, 2010
- Cyrtophora caudata Bösenberg & Lenz, 1895
- Cyrtophora cephalotes Simon, 1877
- Cyrtophora cicatrosa (Stoliczka, 1869)
- Cyrtophora citricola (Forsskål, 1775)
  - Cyrtophora citricola abessinensis Strand, 1906
  - Cyrtophora citricola lurida Karsch, 1879
  - Cyrtophora citricola minahassae Merian, 1911
- Cyrtophora cordiformis (L. Koch, 1871)
- Cyrtophora crassipes (Rainbow, 1897)
- Cyrtophora cylindroides (Walckenaer, 1841)
  - Cyrtophora cylindroides scalaris Strand, 1915
- Cyrtophora diazoma (Thorell, 1890)
- Cyrtophora doriae (Thorell, 1881)
- Cyrtophora eczematica (Thorell, 1892)
- Cyrtophora exanthematica (Doleschall, 1859)
- Cyrtophora feai (Thorell, 1887)
- Cyrtophora forbesi (Thorell, 1890)
- Cyrtophora gazellae (Karsch, 1878)
- Cyrtophora gemmosa Thorell, 1899
- Cyrtophora guangxiensis Yin et al., 1990
- Cyrtophora hainanensis Yin et al., 1990
- Cyrtophora hirta L. Koch, 1872
- Cyrtophora ikomosanensis (Bösenberg & Strand, 1906)
- Cyrtophora jabalpurensis Gajbe & Gajbe, 1999
- Cyrtophora koronadalensis Barrion & Litsinger, 1995
- Cyrtophora ksudra Sherriffs, 1928
- Cyrtophora lacunaris Yin et al., 1990
- Cyrtophora lahirii Biswas & Raychaudhuri, 2004
- Cyrtophora larinioides Simon, 1895
- Cyrtophora leucopicta (Urquhart, 1890)
- Cyrtophora limbata (Thorell, 1898)
- Cyrtophora lineata Kulczyński, 1910
- Cyrtophora moluccensis (Doleschall, 1857)
  - Cyrtophora moluccensis albidinota Strand, 1911
  - Cyrtophora moluccensis bukae Strand, 1911
  - Cyrtophora moluccensis cupidinea (Thorell, 1875)
  - Cyrtophora moluccensis margaritacea (Doleschall, 1859)
  - Cyrtophora moluccensis rubicundinota Strand, 1911
- Cyrtophora monulfi Chrysanthus, 1960
- Cyrtophora nareshi Biswas & Raychaudhuri, 2004
- Cyrtophora parangexanthematica Barrion & Litsinger, 1995
- Cyrtophora parnasia L. Koch, 1872
- Cyrtophora petersi Karsch, 1878
- Cyrtophora rainbowi (Roewer, 1955)
- Cyrtophora subacalypha (Simon, 1882)
- Cyrtophora trigona (L. Koch, 1871)
- Cyrtophora unicolor (Doleschall, 1857)